# Adolf Leonhardi
Adolf Franz Hermann Karl von Leonhardi (16. května 1856 Mohuč – 11. února 1908 Stráž nad Nežárkou) byl rakouský šlechtic, hermetik a politik z Čech, na konci 19. století poslanec Říšské rady.

## Biografie
Pocházel z šlechtické rodiny. Jeho strýc Hermann Leonhardi (zemřel 1875) byl profesorem filozofie na pražské univerzitě. Další strýc Franz Leonhardi (zemřel 1883) byl rakouským důstojníkem.
Adolf Leonhardi byl velkostatkářem. Patřily mu statky Stráž nad Nežárkou, Příbraz a Hedrykov.
V doplňovacích volbách roku 1887 byl zvolen na Český zemský sněm za kurii velkostatkářskou, nesvěřenecké velkostatky. Mandát obhájil v zemských volbách roku 1889. Rezignaci oznámil v prosinci 1893.
Byl i poslancem Říšské rady (celostátního parlamentu Předlitavska), kam usedl v doplňovacích volbách roku 1891 za kurii velkostatkářskou v Čechách. Slib složil 16. dubna 1891. Nastoupil místo Jana Nádherného z Borutína. Ve volebním období 1891–1897 se uvádí jako svobodný pán Adolf von Leonhardi, statkář, bytem Stráž nad Nežárkou (Platz).
Je uváděn jako konzervativní šlechtický kandidát (tzv. Strana konzervativního velkostatku).
Zemřel v únoru 1908.